# Martinho de Sousa e Albuquerque
Martinho de Sousa e Albuquerque (? — ?), foi um administrador colonial português, foi governador da capitania do Grão-Pará de 1783 a 1790.